# Megan Delehanty
Megan Catherine Delehanty est une rameuse canadienne née le 24 mars 1968 à Edmonton.

## Biographie
Elle remporte aux Jeux olympiques d'été de 1992 à Barcelone la médaille d'or en huit avec Kirsten Barnes, Jessica Monroe, Shannon Crawford, Marnie McBean, Kay Worthington, Brenda Taylor, Kathleen Heddle et la barreuse Lesley Thompson-Willie.

## Palmarès

### Jeux olympiques
- Jeux olympiques d'été de 1992 à Barcelone,  Espagne
  -  Médaille d'or en huit

### Championnats du monde
- Championnats du monde d'aviron 1991 à Vienne,  Autriche
  -  Médaille d'or en huit